# Drew Bailey
Drew Bailey (Austrália, 24 de fevereiro de 1976) é um produtor cinematográfico australiano. Como reconhecimento, foi nomeado ao Oscar 2010 na categoria de Melhor Curta-metragem por Miracle Fish.